# 1893 (Локи)
«1893» — третий эпизод второго сезона американского телесериала «Локи», основанного на одноимённом персонаже Marvel Comics. По сюжету Локи вместе с Мобиусом М. Мобиусом, Охотником B-15 и другими представителями «Управления временными изменениями» (УВИ) отправляются за альтернативной версией Того, кто остаётся. События эпизода происходят в медиафраншизе «Кинематографическая вселенная Marvel» (КВМ), также он разделяет связь с фильмами франшизы. Авторы сценария — Эрик Мартин и Джейсон О’Лири, режиссёр — Касра Фарахани.
Том Хиддлстон повторил роль Локи из предыдущих проектов киновселенной. Также к своим ролям вернулись Гугу Мбата-Роу (Равонна Ренслейер), София Ди Мартино (Сильвия), Вунми Мосаку (Охотник B-15), Юджин Кордеро (Кейси) и Оуэн Уилсон (Мобиус М. Мобиус). В актёрский состав эпизода также вошли Ке Хюи Куан (Уроборос) и Джонатан Мейджорс (Виктор Таймли). К ноябрю 2020 года началась разработка второго сезона «Локи», что было официально подтверждено в июле 2021 года.
Эпизод «1893» был выпущен на стриминговом сервисе Disney+ 19 октября 2023 года.

## Сюжет
Бывшая судья организации «Управление временными изменениями» (УВИ) — Равонна Ренслейер вместе с Мисс Минуты прибывает в 1868 год в город Чикаго «Священной линии времени». Мисс Минуты заявляет, что Тот, кто остаётся перед своей гибелью придумал план по своему возвращению, и по его наставлению, Равонна подкидывает молодой альтернативной версии Того, кто остаётся — Виктору Таймли руководство по УВИ, ответвляя данную линию времени.
Тем временем в УВИ, Ткач времени все сильнее теряет стабильность, и чтобы его сдержать, Уроборос («У.Б.») заявляет, что для открытия закрытых шлюзов необходима темпоральная аура создателя УВИ, иначе УВИ будет уничтожено разрывающимся Ткачом. Команда во главе с Локи, Мобиусом и Охотником B-15 решают отыскать Мисс Минуты, имеющую доступ ко всем технологиям УВИ и вместе с ней Равонну Ренслейер.
Локи и Мобиус перемещаются в 1868 год в Чикаго и никого там не находят, при этом Мобиус упоминает, что в данном времени, кроме Великого чикагского пожара ничего не случалось. Они перемещаются в ответвлённую линию времени в 1893 год на Всемирную Колумбову выставку. Они решают найти Равонну в этом времени и гуляют по выставке, на которой Локи замечает статуи Одина, Тора и Бальдра Храброго. Они заходят в бар и там замечают Ренслейер. Тем временем в баре начинается презентация Виктора Таймли, представляющего прототип Ткача времени для производства электричества, сконструированного по руководству УВИ. После презентации Локи, Мобиус и Равонна пытаются забрать Виктора, однако он сбегает от недовольных его «пустыми» разработками богачей в колесо обозрения. Внезапно появляется Сильвия и пытается убить Виктора, однако Локи защищает его и в результате выброса магии их выталкивает из колеса. Мисс Минуты превращается в гигантского призрака и распугивает толпу.
Виктор, Равонна и Мисс Минуты сбегают в дом Виктора, и Равонна рассказывает ему о его альтернативной версии, создавшей Мисс Минуты, УВИ и окончившей Войну Мультивселенной. Из-за негодующих жителей, троица сбегает от преследующих их Локи и Мобиуса на грузовой корабль и отправляются в лабораторию Виктора. По пути, Равонна флиртует с Виктором, однако позже Мисс Минуты настраивает Таймли против Равонны, и Виктор сбрасывает её в спасательной шлюпке с корабля.
Прибыв в лабораторию, Мисс Минуты жалуется на то, что он не создал для неё физического тела и признаётся Виктору в любви, однако последний её отключает. В это же время в лаборатории появляется Равонна и угрожает «удалить» Виктора. В лабораторию также попадают Локи и Мобиус, и последний пытается договориться с Равонной, на что получает отказ. Появившаяся Сильвия магией подрывает лабораторию и готовится убить Виктора, однако тот убеждает её оставить его в живых. Сильвия отпускает Виктора с Локи и Мобиусом, после чего отправляет Равонну и Мисс Минуты в разрушающуюся Цитадель в конце времён. Увидев разлагающийся труп Того, кто остаётся, Мисс Минуты сообщает, что знает главный секрет Равонны Ренслейер и заявляет, что ей он не понравится.

## Реакция
Кирстен Говард из Den of Geek дала эпизоду 3 звезды из 5 и особо похвалила сюжетную линию Мисс Минуты, одержимой своим создателем. Тереза Лаксон из Collider в своём обзоре серии назвала этот вариант Канга более миролюбивым по сравнению с другими: «это любопытный человек, который просто хочет изменить мир своими изобретениями». Однако она отметила, что черты Канга в нём присутствуют, ведь «он по-прежнему амбициозен, лжив и несколько нелюдим, готов в одну минуту флиртовать с Равонной, а затем бросить её в спасательную шлюпку». Куинн Левандовски из Screen Rant назвал сцену с Мисс Минуты жуткой. Кайла Харрингтон из Dexerto оценила серию в 4 звезды из 5 и посчитала, что сценаристам удалось хорошо ввести новый вариант Канга.

## Комментарии
1. ↑  В эпизоде «For All Time. Always.»